# Dallas Tornado 1974
Questa pagina raccoglie i dati riguardanti il Dallas Tornado nelle competizioni ufficiali della stagione 1974.

## Stagione
I Tornado sempre guidati da Ron Newman rimasero caratterizzati da una forte presenza di giocatori inglesi, anche se la rosa si arricchì di alcuni elementi statunitensi come Neil Cohen e Freddie Garcia. Durante la stagione fu ceduto ai Boston Minutemen John Coyne, che era giunto in prestito dagli irlandesi del Dundalk.
La squadra, dopo aver vinto la Central Division, raggiunse la semifinale del torneo perdendola contro i Miami Toros.

## Organigramma societario
Area direttiva
Area tecnica
- Allenatore: Ron Newman

## Rosa
| N.   |                        | Ruolo | Calciatore        |
| ---- | ---------------------- | ----- | ----------------- |
| 1    | Inghilterra (bandiera) | P     | Ken Cooper        |
| 2    | Grecia (bandiera)      | D     | Vasilios Psifidis |
| 3    | Inghilterra (bandiera) | D     | Peter Short       |
| 4    | Inghilterra (bandiera) | D     | Albert Jackson    |
| 5    | Stati Uniti (bandiera) | D     | Dick Hall         |
| 6    | Stati Uniti (bandiera) | C     | Roy Turner        |
| 7    | Inghilterra (bandiera) | C     | Bob Ridley        |
| 8    | Ghana (bandiera)       | D     | Oliver Acquah     |
| 8    | Inghilterra (bandiera) | D     | George Ley        |
| 8/19 | Stati Uniti (bandiera) | D     | Neil Cohen        |
| 9    | Brasile (bandiera)     | A     | Luiz Juracy       |
| 10   | Stati Uniti (bandiera) | A     | Ilija Mitić       |

| N. |                        | Ruolo | Calciatore        |
| -- | ---------------------- | ----- | ----------------- |
| 11 | Stati Uniti (bandiera) | A     | Mike Renshaw      |
| 11 | Inghilterra (bandiera) | A     | John Coyne        |
| 12 | Stati Uniti (bandiera) | A     | Kyle Rote Jr.     |
| 13 | Ghana (bandiera)       | C     | Mohammad Attaih   |
| 13 | Giamaica (bandiera)    | D     | Altamont McKenzie |
| 14 | Inghilterra (bandiera) | D     | Bobby Moffat      |
| 15 | Stati Uniti (bandiera) | A     | Otey Cannon       |
| 16 | Stati Uniti (bandiera) | P     | Gary Allison      |
| 17 | Inghilterra (bandiera) | C     | Tommy Gore        |
| 18 | Stati Uniti (bandiera) | A     | Freddie Garcia    |
| 21 | Inghilterra (bandiera) | A     | Dave Chadwick     |
| 22 | Inghilterra (bandiera) | D     | Freddie Smith     |